# Oncidium morganii
Oncidium morganii är en orkidéart som först beskrevs av Dodson, och fick sitt nu gällande namn av Mark W. Chase och Norris Hagan Williams. Oncidium morganii ingår i släktet Oncidium och familjen orkidéer. Inga underarter finns listade i Catalogue of Life.